# 一方高
一方高（いっぽうこう）は、秋田県鹿角市にある山である。

## 概要
標高1,104m。夜明島川と熊沢川支流樫内川（いずれも米代川水系）との尾根筋に位置する。
かつて、下流域に住んでいる人々は春の固雪の頃になると、尾根筋を通って一方高から三方高を経て大場谷地（十和田八幡平国立公園八幡平地区）を経由して仙北地方へ行くこともあったという。またこの道筋は、熊狩りのマタギの道でもあった。
夜明島川に沿った栗根沢からの登山道がある。